# Little King's Story
Little King's Story es un juego de estrategia desarrollado por Cing y que cosechó buenas notas entre el sector especializado.
Fue publicado para Wii en 2009 y reimaginado en un juego de 2012 para PlayStation Vita.
Asimismo, XSEED Games anunció una versión para Microsoft Windows en 2016.

## Historia
La historia comienza con unos ratones que se cuelan en la habitación del protagonista mientras este juega con unos títeres. El protagonista los persigue y se ve coronado como rey de Arbok. Como rey deberá unificar el reino combatiendo y derrotando a los demás reyes.

## Desarrollo
Little King's Story comenzó su desarrollo bajo el nombre de "Project O". El juego fue producido por Yasuhiro Wada, el creador de Harvest Moon. Wada contrató a un desarrollador en Fukuoka para crear una nueva obra para Wii y pidió a Yoshirou Kimura que fuera el productor. Como no había otro equipo en ese momento, Kimura contactó con Norikazu Yasunaga para que ayudara en el diseño del juego, Youichi Kawaguchi para que lo dirigiera y Hideo Minaba y Kazuyuki Kurashima para diseñar los personajes y los monstruos respectivamente.
Kimura había trabajado previamente en títulos de culto como Luna: Remix Aventura RPG y Chulip, y se le ocurrió el concepto de Little King's Story. Kimura dice que su inspiración para el juego vino de El principito, un libro de cuentos que leía como niño Su meta el primer año de desarrollo fue la creación de un juego de estrategia en tiempo real con controles fáciles de usar, específicamente uno que utilizase el mando de Wii.
Little King's Story fue mostrado por primera vez en la Tokyo Game Show en 2007 como "Proyecto S". El sitio web oficial que tuvo lugar un concurso llamado "UMA" (Misterioso animal no identificado, por sus siglas en inglés "Unidentified Mysterious Animal"), donde la gente de todo el mundo pudo enviar un dibujo de un monstruo que ellos mismos crearan. El ganador del primer premio consiguió que su "UMA" aparezca como un personaje dentro del juego, y otros 99 ganadores tuvieron su diseño en el juego. Seis de las criaturas que ganaron eran "Bruno", "Flummex", "Octoknight", "Pirabbit", "Ninjūn" y "Kabelle".

### Audio
La música del juego está compuesta o arreglada por Yutaka Minobe. Yoko Shimomura, famoso por su música en la serie de videojueogs Kingdom Hearts, también contribuyó con un arreglo del Bolero de Ravel para el primer tráiler del juego, que hizo su debut en el Tokyo Game Show 2007. Los efectos de sonido y voz corrieron a cargo de Vanpool.
La música principal del juego es un arreglo de la Sinfonía n.º 9 en re menor, opus 125, 4.º movimiento, de 9:00 hasta 10:20.

## Traducción al español
La traducción al español recibió críticas dispares debido a la utilización de expresiones de Chiquito de la Calzada.